# Сиверг
Сиверг (фр. Sivergues) — коммуна во французском департаменте Воклюз региона Прованс — Альпы — Лазурный Берег. Относится к кантону Бонньё.

## Географическое положение

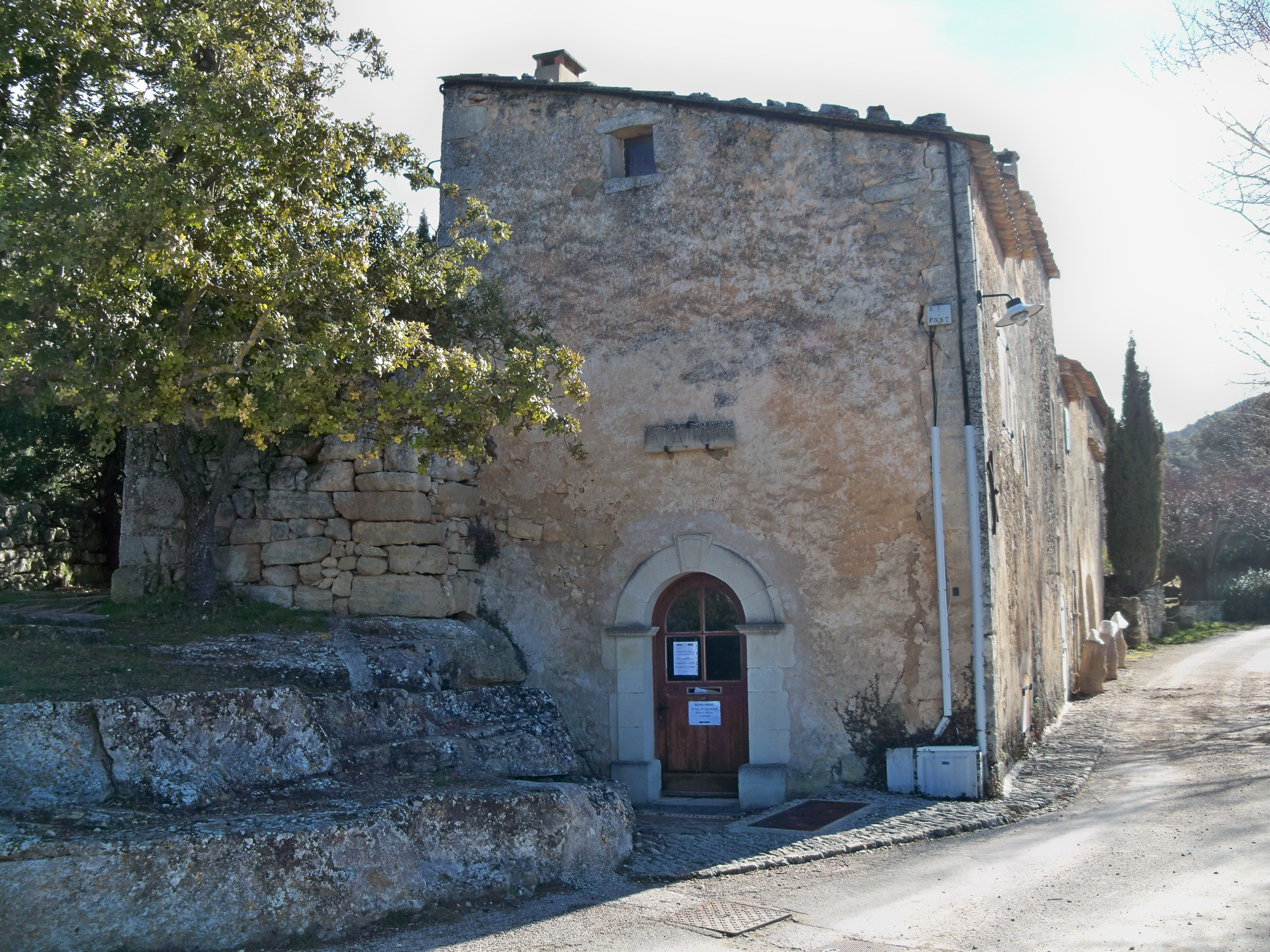
Мэрия коммуны.

Сиверг расположен в 50 км к востоку от Авиньона. Соседние коммуны: Сеньон на северо-востоке, Орибо на востоке, Бюу на западе.
Находится в горном массиве Люберон на высоте 590 м над уровнем моря. Через коммуну протекает Эг-Брэн, приток Дюранса. Эта изолированная коммуна соединена с внешним миром единственной дорогой, которая заканчивается в Сиверге, благодаря чему Сиверг привлекает любителей пеших путешествий.

## Демография
| Год  | Численность | Численность |
| ---- | ----------- | ----------- |
| 2013 | 39          |             |
| 2015 | 40          | [ 5 ]       |
| 2016 | 43          | [ 6 ]       |
| 2017 | 43          | [ 7 ]       |
| 2018 | 45          | [ 8 ]       |
| 2019 | 46          | [ 9 ]       |
| 2020 | 46          | [ 10 ]      |
| 2021 | 47          | [ 11 ]      |
| 2022 | 44          | [ 3 ]       |

## Достопримечательности
- Церковь Сен-Пьер и Сент-Мари, конец XVI века.
- Протестантская церковь XIX века.
- Развалины средневекового замка и романская церковь Сен-Трофим в Кастелла, XII век
- Многочисленные старинные каменные постройки пастухов в окрестностях коммуны.